# Gordon Jackson (Geschäftsmann)
Sir Ronald Gordon Jackson AK (* 5. Mai 1924; † 1. Juni 1991) war ein australischer Geschäftsmann.

## Biografie
Jackson besuchte die Brisbane Grammar School und die University of Queensland, wo er ein Archibald-Stipendium erhielt und 1949 seinen Bachelor-Abschluss in Wirtschaftswissenschaften machte.
Er trat 1941 in die CSR Limited ein und blieb bis 1985 bei der Organisation und ihren Tochtergesellschaften. Während dieser Zeit war er General Manager und Chief Executive (1972–1982), Direktor (1972–1983) und stellvertretender Vorsitzender von CSR (1983–1985). Er war Vorsitzender von Pilbara Iron (1972–1975), Gove Alumina (1972–1977) und Thiess Holdings (1980–1982). Er war Gründungsvorsitzender des Board of Management der Australian Graduate School of Management von 1976 bis 1981, Kanzler der Australian National University von 1987 bis 1990 und Mitglied des Vorstands der Reserve Bank of Australia von 1975 bis 1990.
Jackson war Mitglied in den Vorständen mehrerer Organisationen, darunter der Foundation for Development Corporation, der Australian Industry Development Corporation, der Sydney Hospital Foundation for Research, des Police Board of New South Wales, der Order of Australia Association und der Salvation Army. Er wurde als Mitglied der ersten australischen Handelsmission (unter der Leitung von Sir Ian McLennan) nach China im Mai 1973 nominiert. Er leitete den Ausschuss der Whitlam-Regierung (der Jackson-Ausschuss, 1974–1975), das die Regierung in Fragen der Politik für die australische verarbeitende Industrie beriet, sowie das Komitee zur Überprüfung des australischen Auslandshilfeprogramms (1983–1984).
Jackson erhielt zahlreiche australische und ausländische Auszeichnungen und Ehrungen, darunter Companion des Order of Australia (1976), Australier des Jahres der Zeitung The Australian (1980), die John Storey Medal des Australian Institute of Management (1978), die James N Kirby Memorial Medal (1976), das Komturkreuz des Verdienstordens der Bundesrepublik Deutschland (1980), den Handelspreis des japanischen Premierministers (1987) und den Großgürtel (erste Klasse) des Ordens des Heiligen Schatzes von Japan (1987). Er war von 1983 bis 1986 Präsident der Order of Australia Association.
Er wurde 1983 zum Ritter des Order of Australia für seine Verdienste in der Industrie und der Gemeinschaft ernannt.
Jackson verstarb am 1. Juni 1991.

## Ehrungen
Australische Orden
- 1976: Order of Australia, Companion (1976)[6]
- 1983: Order of Australia, Knight[7]

Ausländische Orden und Auszeichnungen
- 1980: Verdienstorden der Bundesrepublik Deutschland
- 1987: Orden des Heiligen Schatzes, Großgürtel
- 1987: Handelspreis des Premierministers von Japan